# Tyla Rattray
Tyla Rattray (Durban, Sudáfrica, 7 de diciembre de 1983) es un expiloto de motocross profesional Sudafricano. Compitió en el Campeonato Mundial de Motocross desde 1999 hasta 2008. Tras competir en el Campeonato AMA Supercross desde 2009 hasta 2013 regresaría al mundial para disputar sus 2 últimas temporadas en 2014 y 2015. Su logro más destacado es ganar el Campeonato Mundial MX2 de 2008.

## Trayectoria
Rattray hizo su primera incursión en competición internacional en 1999, participando en la Copa del Mundo de la FIM de 85cc en Gaildorf, Alemania. A pesar de no estar nada familiarizado con las condiciones, se hizo un lugar rápidamente entre la élite internacional y acabó tercero en el evento. En el año 2000 se trasladó a Tasmania con el fin de integrarse en el Vangani Racing team, participando en el campeonato Europeo, así como en carreras internacionales. En 2001, a los 15 años, se clasificó para sus primeras carreras del Mundial. Participó también en carreras del Campeonato de Europa y mejoró su estatus en el Campeonato de los Países Bajos.
En 2002 formó parte del "dream team" del equipo Vangani Racing con Ben Townley y Tanel Leok. Ganó la primera carrera de calificación para el Mundial de la temporada en Valkenswaard, terminando octavo en el Gran Premio. Poco después, consiguió su primer podio cuando acabó segundo en Genk, Bélgica. Con solo 16 años, se convirtió en uno de los pilotos más jóvenes en haberlo conseguido nunca. En 2003 ganó los Campeonatos neerlandeses de 125cc y Superfinal, como miembro del Bruforce Racing KTM team. En 2004 ganó su primer Gran Premio en España. Aquella temporada acabó segundo en el Mundial en categoría MX2, tras su compañero de equipo en KTM Ben Townley. Sendas lesiones lo mantuvieron apartado de los puestos de honor durante las temporadas de 2005 y 2006.

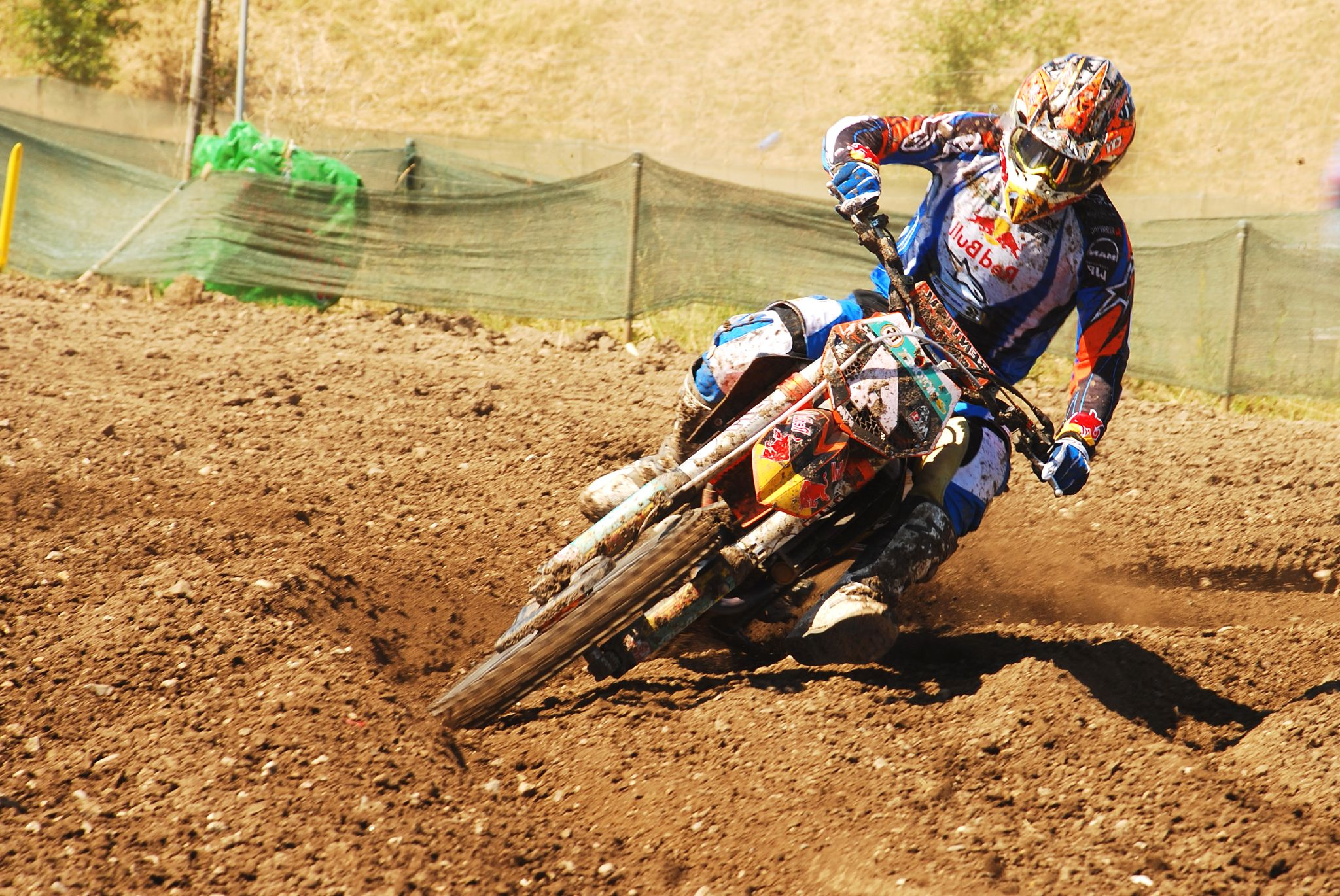
Rattray en 2008

En 2008, finalmente, ganó su título de Campeón del Mundo integrando el equipo KTM de fábrica, dirigido por el 10 veces Campeón del Mundo Stefan Everts. Antes del comienzo de la temporada, optó por cambiar su número fijo de dorsal el 16 por el 4 aprovechando que estaba disponible. Antes de comenzar la temporada 2009 se hizo público la separación del equipo oficial KTM y Rattray ya que este había manifestado estar más interesado en competir en EEUU, siguiendo los pasos de otros Campeones del Mundo sudafricanos como Grant Langston y Greg Albertyn.
Rattray compitió en el Campeonato AMA de Motocross durante cinco temporadas, quedando segundo en el campeonato nacional de 250cc dos años consecutivos, en 2010 y 2011.
Rattray regresó para competir en el mundial en la categoria de MXGP en la temporada 2014 con el equipo Red Bull Ice 1 – Husqvarna Racing, propiedad del piloto de Fórmula 1 Kimi Räikkönen. Se retiró de las carreras de motocross después de terminar 13º en el campeonato mundial MXGP de 2015 y comenzó a trabajar como entrenador y mentor del equipo Troy Lee Designs / Redbull KTM 250.

## Palmarés
- Campeón del Mundo en 2008 de MX2.